# Ricardo Mangue Obama Nfubea
Ricardo Mangue Obama Nfubea (1961 -) és un polític de Guinea Equatorial, primer ministre de 2006 al 2008.
Va estudiar Dret i Ciències Polítiques a Espanya, en la Universitat Complutense de Madrid. Ha ocupat diferents llocs de responsabilitat des de 1989 en l'administració de Guinea de la mà del seu President, Teodoro Obiang, al que es considera molt proper. Va treballar per Obiang i la seva família com a advocat. L'11 de febrer de 2003 va ser nomenat Ministre d'Estat encarregat de la Funció Pública i Coordinació Administrativa.
El 14 d'agost de 2006 va ser nomenat primer ministre, substituint Miguel Abia Biteo Boricó, i per primera vegada un home de l'ètnia fang és nomenat per a aquest càrrec des de la independència del país en 1968. Amb anterioritat havia estat Viceprimer Ministre. El 4 de juliol de 2008 Mangue va dimitir juntament amb tot el seu govern, afirmant que el seu govern havia estat "incapaços d'aconseguir els desitjos de Sa Excel·lència, el President de la República, per fer que el nostre país sigui desenvolupat i pròsper". Parlant després a la televisió, Obiang criticà el govern de Mangue com "un dels pitjors que s'havia format", anant tan lluny com per afirmar que alguns membres del govern havien intentat desestabilitzar Guinea Equatorial, i ha afirmat que calia "canviar tot el govern". Ignacio Milam Tang was appointed to succeed Mangue on July 8. Fou reemplaçat per Ignacio Milam Tang.